# Wjaczesław Kobyłecki
Wjaczesław Prokopowycz Kobyłecki, ukr. В'ячеслав Прокопович Кобилецький, ros. Вячеслав Прокофьевич Кобылецкий, Wiaczesław Prokofjewicz Kobylecki (ur. 15 kwietnia 1951) – ukraiński piłkarz, grający na pozycji obrońcy, trener piłkarski.

## Kariera piłkarska
Rozpoczął karierę piłkarską w klubie Horyń Równe. W 1971 przeszedł do drużyny Lwowskiej Wyższej Szkoły Wojskowo-Politycznej Armii Radzieckiej i Marynarki Wojennej, ale już w następnym roku powrócił do rówieńskiego zespołu, który już zmienił nazwę na Awanhard Równe. W 1977 zakończył karierę piłkarza.

## Kariera trenerska
Po zakończeniu kariery piłkarza rozpoczął pracę szkoleniowca. Najpierw pracował w Szkole Sportowej w Równem. W latach 1989–1991 pomagał trenować Awanhard Równe. W maju 1994 został mianowany na stanowisko głównego trenera Weresu Równe, którym kierował do zakończenia sezonu 1993/94. W sierpniu 1994 ponownie objął prowadzenie Weresu, z którym pracował do kwietnia 1995. Potem jeszcze od kwietnia 1996 do czerwca 1997 oraz w sierpniu-wrześniu 1999 ponownie prowadził Weres. Potem kontynuował pracę w Szkole Sportowej w Równem. Pracował w Rówieńskim Obwodowym Związku Piłki Nożnej, był delegowany na mecze piłkarskie jako inspektor.